# FK Zvezdara
El FK Zvezdara es un equipo de fútbol de Serbia que juega en la Liga Srpska de Belgrado, una de las ligas que conforman la tercera categoría nacional.

## Historia
Fue fundado el 10 de marzo de 1951 en la ciudad de Zvezdara con el nombre FK Bulbulderac. El equipo estuvo jugando en las ligas regionales de Belgrado en la siguiente década. En 1960 el club pasa a llamarse BSK mientras seguía en las divisiones inferiores en los siguientes 10 años. They would change their name to OFK Zvezdara in 1974.
Luego de la disolución de Yugoslavia, el club inicío el ascenso en el fútbol nacional, logrando el ascenso a la tercera división en 1993. Pasó las siguientes dos temporadas en la Liga Serbia Norte (1993–94 y 1994–95), donde finalizó en los puestos altos de la clasificación. Luego del asesinato del presidente Miodrag Nikšić en julio de 1995, el club terminó en segundo lugar de la recíen creada Liga Sprska de Belgrado en la temporada de 1995–96 y logró el ascenso a la Segunda Liga de Serbia y Montenegro.
El club jugó en la segunda división por cinco temporadas entre 1996 y 2001, estando cerca del ascenso a la primera división en dos ocasiones (1997–98 y 1998–99). Durante este intervalo de tiempo ganó el grupo este en 2000–01 y logró el ascenso a la Primera Liga por primera vez en su historia. Sin embargo, tras la muerte del presidente Branislav Trojanović en julio de 2001, el club entró en crisis dirigencial. Como resultado, fue descendido de la primera división luego de terminar en el lugar 16 de 18 equipos en la temporada 2001-02. El club posteriormente se fusiona con el Srem, quien en ese entonces jugaba en la Segunda Liga de Serbia y Montenegro y desaparece.
Poco tiempo después de que el club desapareciera, un grupo de aficionados crearon al FK Bulbulderac, continuando con la tradición del club desaparecido. Logra el ascenso a la Primera Liga de Belgrado en 2007 y después a la Liga de la Zona de Belgrado en 2010. El 12 de julio de 2013 el club pasa a llamarse FK Zvezdara. Luego de ocho años en la cuarta división, logra el ascenso a la Liga Srpska de Belgrado en 2018.

## Palmarés
- Segunda Liga de Serbia y Montenegro: 1

2000–01